# Amy Bowtell
Amy Bowtell (Dublino, 16 settembre 1993) è un'ex tennista irlandese.
Vincitrice di cinque titoli nel singolare e cinque titoli nel doppio nel circuito ITF, il 9 febbraio 2015 ha raggiunto la sua migliore posizione nel singolare WTA piazzandosi 381º. Il 29 ottobre 2012 ha raggiunto il miglior piazzamento mondiale nel doppio alla posizione n°450.
Ha disputato trentotto incontri con la squadra irlandese di Fed Cup vincendone ventiquattro.